# Beauceron
Beauceron (numit și Berger de Beauce (Ciobănesc de Beauce), Ciobănesc francez sau Bas Rouge) este o rasă de câini din Franța. Structura corpului acestui câine este similară cu cea a Malinois-ului Belgian, cu deosebirea că Beauceron-ul este mai mare, cam de mărimea unui Doberman Pinscher.
Există două culori ale blănii: negru și cafeniu, cu pete specifice: două romburi deasupra ochilor, cafeniu la baza buzei superioare și a gâtului, două pete cafenii pe piept, cafeniu în partea inferioară a picioarelor și o pată cafenie în formă de liră sub coadă. Cea de-a doua tipologie de culoare este arlechin, cu petice de gri, negru și cafeniu.

## Istorie

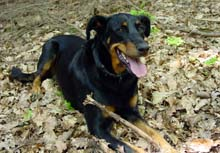
Un Beauceron stând.

Este o rasă veche franceză. Strămoșul acestui câine este Ciobănescul Persian adus de romani în Galia în secolul al XIII-lea. Rasa s-a îmbunătățit prin încrucișarea câinilor indigeni cu câinele Deer Hound adus din Anglia. Inițial s-a numit „câine de câmpie” și numai în anul 1863 a căpătat numele de Beauceron la prima expoziție canină de la Paris. Este înrudit cu Briardul, ambele rase păzind turmele franceze. În secolul al XIX-lea, varietatea cu păr scurt a fost numită Beauceron, iar cea cu părul lung a rămas Briard. Îl găsim preponderent în Franța și recent și în alte zone din Europa și America de Nord.

## Descriere fizică

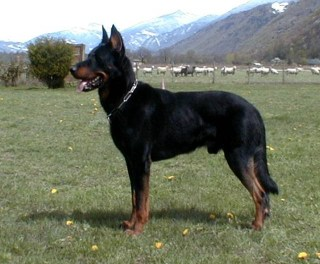
Un Beauceron.

Este un câine de talie mare, solid, rustic, puternic, cu corpul bine construit și musculos, cu pieptul dezvoltat. Capul este lung, proporțional față de corp, cu linii armonioase, cu ochii ușor ovali, închiși la culoare, blânzi și inteligenți și cu un nas negru. Urechile sunt scurte, prinse sus și în mod natural lăsate sau tăiate pentru a sta ridicate. Coada lungă formează la vârf un ușor cârlig. Blana este deasă, dublă  cu un păr exterior scurt, gros, aspru, bine lipit de corp. Este mai scurt pe cap. Are culoare neagră cu pete maronii și se numeste bicolor sau „Bas Rouge” și cu zone de gri în cromatica blănii, numindu-se arlechin. Standardul rasei cere pinteni dubli pe fiecare din membrele superioare.

## Personalitate
Este inteligent, disciplinat, deosebit de ascultător, foarte activ și curajos, dar nervos și destul de agresiv. Este foarte atașat și credincios stăpânului, iubește copiii. Are o excepțională rezistență care-i permite să parcurgă până la 80 km pe zi fără să pară obosit. Această rasă a apărut pentru a ajuta fermierii cu turmele de oi, motiv pentru care se simt împliniți și fericiți atunci când au parte de activitate. Mediul perfect în care acest câine se simte împlinit este acela în care are spațiu să alerge și în care are animale pe care să le coordoneze. În ceea ce privește străinii, Beauceron poate să fie destul de reticent, motiv pentru care este recomandată socializarea timpurie, în vederea evitării agresivității.

## Întreținere

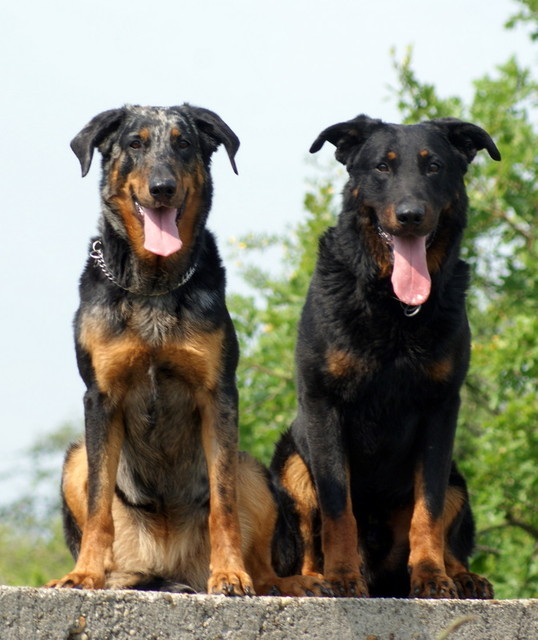
Doi Beauceroni.

### Blana
Blana poate fi neagră, maro sau arlechin. Ea nu necesită prea multă îngrijire. Periajul se face mai des doar în perioada de năpârlire. Rasa năpârlește moderat.

### Boli
La un Beauceron de obicei se întâlnesc următoarele boli și afecțiuni: glaucomul, luxația patelară, diverse alergii specifice rasei, displazia de șold și displazia de umăr, și disfuncții tiroidiene, care sunt cunoscute pentru că duc la pierderea părului, la obezitate, la letargie și la alte probleme ale pielii.

### Condiții de viață
Are nevoie de multă mișcare, activitate, de un stăpân cu experiență în creșterea câinilor și care să își rezerve timp pentru plimbări lungi, dresaj.

### Dresaj
Sunt relativ ușor de dresat pentru că doresc să facă pe plac stăpânului, sunt muncitori și rezistenți. Trebuie învățat de mic să vină în contact cu diferite persoane, animale și să aibă un contact strâns cu stăpânul. În caz contrar poate deveni agresiv, nervos. Necesită socializare și dresaj adecvat pentru că latura agresivă specifică acestei rase (poate mușca pe neașteptate) să fie controlată.

## Utilitate
Cu comportamentul lui neînfricat, temerar este un foarte bun paznic al turmelor de animale și al locuinței. Este un bun câine de apărare. Mai este folosit de poliție și armată pe post de câine utilitar. În timpul celor două razboaie mondiale a fost folosit la transportul centurilor cu muniție la trupele de pe front.

## Caracteristici
- Înălțime: Masculii au înălțimea de 66-71 cm, iar femelele – 64-66 cm
- Greutate: Masculii au greutatea de 32-45 kg, iar femelele – 30-39 kg
- Durata de viață: 10-14 ani
- Capacitate de naștere: 6-7 pui